# Cosmorhoe obscura
Cosmorhoe obscura là một loài bướm đêm trong họ Geometridae.